# Eugenia capixaba
Eugenia capixaba är en myrtenväxtart som beskrevs av Mazine. Eugenia capixaba ingår i släktet Eugenia och familjen myrtenväxter. Inga underarter finns listade i Catalogue of Life.